# Gårdsjön (Graninge socken, Ångermanland)
Gårdsjön är en sjö i Sollefteå kommun i Ångermanland och ingår i Ångermanälvens huvudavrinningsområde. Sjön har en area på 0,111 kvadratkilometer och ligger 224,3 meter över havet. Sjön avvattnas av vattendraget Gårdsjöbäcken.

## Delavrinningsområde
Gårdsjön ingår i det delavrinningsområde (699839-156391) som SMHI kallar för Mynnar i Bäckingesbäcken. Medelhöjden är 253 meter över havet och ytan är 6,71 kvadratkilometer. Det finns inga avrinningsområden uppströms utan avrinningsområdet är högsta punkten. Gårdsjöbäcken som avvattnar avrinningsområdet har biflödesordning 4, vilket innebär att vattnet flödar genom totalt 4 vattendrag innan det når havet efter 66 kilometer. Avrinningsområdet består mestadels av skog (75 procent). Avrinningsområdet har 0,11 kvadratkilometer vattenytor vilket ger det en sjöprocent på 1,7 procent.